# Bàsquet als Jocs Olímpics d'estiu de 1968
Als Jocs Olímpics d'Estiu de 1968 celebrats a Ciutat de Mèxic (Mèxic) es disputà una competició de bàsquet en categoria masculina. La prova es disputà entre els dies 13 i 23 d'octubre de 1968 al Palau dels Esports de Ciutat de Mèxic.

## Comitès participants
Hi participaren un total de 191 jugadors de 16 comitès nacionals diferents:
| - Bulgària - Brasil - Corea del Sud - Cuba | - Espanya - Estats Units - Filipines - Itàlia | - Iugoslàvia - Marroc - Mèxic - Panamà | - Polònia - Puerto Rico - Senegal - Unió Soviètica |

## Resum de medalles
| Prova           | Or | Argent | Bronze |
| Bàsquet masculí | Estats Units Mike Barrett · John Clawson · Don Dee · Calvin Fowler · Spencer Haywood · Bill Hosket · Jim King · Glynn Saulters · Charlie Scott · Mike Silliman · Ken Spain · Jo Jo White | Iugoslàvia Dragutin Čermak · Kresimir Ćosić · Vladimir Cvetković · Ivo Daneu · Radivoj Korać · Zoran Maroević · Nikola Plećaš · Trajko Rajković · Dragoslav Ražnatović · Petar Skansi · Damir Šolman · Aljoša Žorga | Unió Soviètica Anatoli Krikin · Modestas Paulauskas · Zurab Sakandelidze · Vadim Kapranov · Yuri Selikhov · Anatoli Polivoda · Serguei Belov · Priit Tomson · Sergei Kovalenko · Gennadi Volnov · Yaak Lipso · Vladimir Andreev |

## Medaller
| Posició | País           | Or | Argent | Bronze | Total |
| 1       | Estats Units   | 1  | 0      | 0      | 1     |
| 2       | Iugoslàvia     | 0  | 1      | 0      | 1     |
| 3       | Unió Soviètica | 0  | 0      | 1      | 1     |

## Resultats

### Primera fase

#### Grup A
| # | Equip        | Partits | Partits | Partits | Marcador | Marcador | Marcador | Punts |
| # | Equip        | PJ      | V       | D       | V        | T        | Saldo    | Punts |
| - | ------------ | ------- | ------- | ------- | -------- | -------- | -------- | ----- |
| 1 | Estats Units | 7       | 7       | 0       | 599      | 392      | 207      | 14    |
| 2 | Iugoslàvia   | 7       | 6       | 1       | 592      | 511      | 81       | 13    |
| 3 | Itàlia       | 7       | 5       | 2       | 562      | 539      | 23       | 12    |
| 4 | Espanya      | 7       | 4       | 3       | 557      | 548      | 9        | 11    |
| 5 | Puerto Rico  | 7       | 3       | 4       | 493      | 468      | 25       | 10    |
| 6 | Panamà       | 7       | 2       | 5       | 572      | 624      | -52      | 9     |
| 7 | Filipines    | 7       | 1       | 6       | 525      | 636      | -111     | 8     |
| 8 | Senegal      | 7       | 0       | 7       | 383      | 565      | -182     | 7     |

| - Estats Units derrota Espanya, 81-46 - Itàlia derrota Filipines, 91-66 - Puerto Rico derrota Senegal, 69-26 - Iugoslàvia derrota Panamà, 96-85 - Estats Units derrota Senegal, 93-36 - Espanya derrota Filipines, 108-79 - Iugoslàvia derrota Puerto Rico, 93-72 - Itàlia derrota Panamà, 94-87 - Iugoslàvia derrota Senegal, 84-65 - Espanya derrota Panamà, 88-82 - Estats Units derrota Filipines, 93-75 - Itàlia derrota Puerto Rico, 68-65 - Panamà derrota Filipines, 95-92 - Espanya derrota Puerto Rico, 86-62 | - Itàlia derrota Senegal, 81-55 - Estats Units derrota Iugoslàvia, 73-58 - Estats Units derrota Panamà, 95-60 - Espanya derrota Senegal, 64-54 - Puerto Rico derrota Filipines, 89-65 - Iugoslàvia derrota Itàlia, 80-69 - Filipines derrota Senegal, 80-68 - Puerto Rico derrota Panamà, 80-69 - Iugoslàvia derrota Espanya, 92-79 - Estats Units derrota Itàlia, 100-61 - Panamà derrota Senegal, 94-79 - Itàlia derrota Espanya, 98-86 - Iugoslàvia derrota Filipines, 89-68 - Estats Units derrota Puerto Rico, 61-56 |

#### Grup B
| # | Equip          | Partits | Partits | Partits | Marcador | Marcador | Marcador | Punts |
| # | Equip          | PJ      | V       | D       | V        | T        | Saldo    | Punts |
| - | -------------- | ------- | ------- | ------- | -------- | -------- | -------- | ----- |
| 1 | Unió Soviètica | 7       | 7       | 0       | 642      | 408      | 234      | 14    |
| 2 | Brasil         | 7       | 6       | 1       | 561      | 418      | 143      | 13    |
| 3 | Mèxic          | 7       | 5       | 2       | 493      | 443      | 50       | 12    |
| 4 | Polònia        | 7       | 4       | 3       | 473      | 504      | -31      | 11    |
| 5 | Bulgària       | 7       | 3       | 4       | 456      | 478      | -22      | 10    |
| 6 | Cuba           | 7       | 2       | 5       | 514      | 532      | -18      | 9     |
| 7 | Corea del Sud  | 7       | 1       | 6       | 453      | 530      | -77      | 8     |
| 8 | Marroc         | 7       | 0       | 7       | 355      | 634      | -279     | 7     |

| - Brasil derrota Marroc, 98-52 - Unió Soviètica derrota Polònia, 91-50 - Mèxic derrota Corea del Sud, 75-62 - Bulgària derrota Cuba, 70-61 - Unió Soviètica derrota Marroc, 123-51 - Polònia derrota Corea del Sud, 77-67 - Brasil derrota Bulgària, 75-59 - Mèxic derrota Cuba, 76-75 - Bulgària derrota Marroc, 77-59 - Polònia derrota Cuba, 78-75 - Unió Soviètica derrota Corea del Sud, 89-58 - Brasil derrota Mèxic, 60-53 - Unió Soviètica derrota Bulgària, 81-56 - Mèxic derrota Marroc, 86-38 | - Brasil derrota Polònia, 88-51 - Cuba derrota Corea del Sud, 80-71 - Polònia derrota Marroc, 85-48 - Unió Soviètica derrota Cuba, 100-66 - Brasil derrota Corea del Sud, 91-59 - Mèxic derrota Bulgària, 73-63 - Corea del Sud derrota Marroc, 76-54 - Polònia derrota Bulgària, 69-67 - Brasil derrota Cuba, 84-68 - Unió Soviètica derrota Mèxic, 82-62 - Cuba derrota Marroc, 89-53 - Bulgària derrota Corea del Sud, 64-60 - Mèxic derrota Polònia, 68-63 - Unió Soviètica derrota Brasil, 76-65 |

### Semifinals
|  | Semifinals     | Semifinals   |    |                | Final        | Final |
|  |                |              |    |                |              |       |
|  | 22 d'octubre   |              |    |                |              |       |
|  | Iugoslàvia     | 63           |    |                |              |       |
|  | Unió Soviètica | 62           |    |                |              |       |
|  |                |              |    |                |              |       |
|  |                |              |    |                | 25 d'octubre |       |
|  |                |              |    |                | Iugoslàvia   | 50    |
|  |                | Estats Units | 65 |                |              |       |
|  |                |              |    |                |              |       |
|  |                |              |    |                |              |       |
|  |                |              |    |                | Tercer lloc  |       |
|  | 22 d'octubre   | 22 d'octubre |    | 25 d'octubre   | 25 d'octubre |       |
|  | Estats Units   | 75           |    | Unió Soviètica | 70           |       |
|  | Brasil         | 63           |    |                | Brasil       | 53    |